# Alberico Marrone
Alberico Marrone (Lucera, 15 luglio 1921 – Abriès, 21 giugno 1940) è stato un militare italiano.
Quando aveva tre anni la famiglia si trasferì a Torino.
Arruolatosi negli alpini a soli diciannove anni, allo scoppio della seconda guerra mondiale fu caporale del terzo reggimento alpini che operò in Francia nei primi giorni del conflitto. Il giovane caporale cadde il 21 giugno nei pressi dell'abitato di Abriès.
Medaglia d'oro al valor militare, a lui sono stati intitolati gli istituti di istruzione professionale di Lucera e di Ischitella.